# بروس پالیکوین

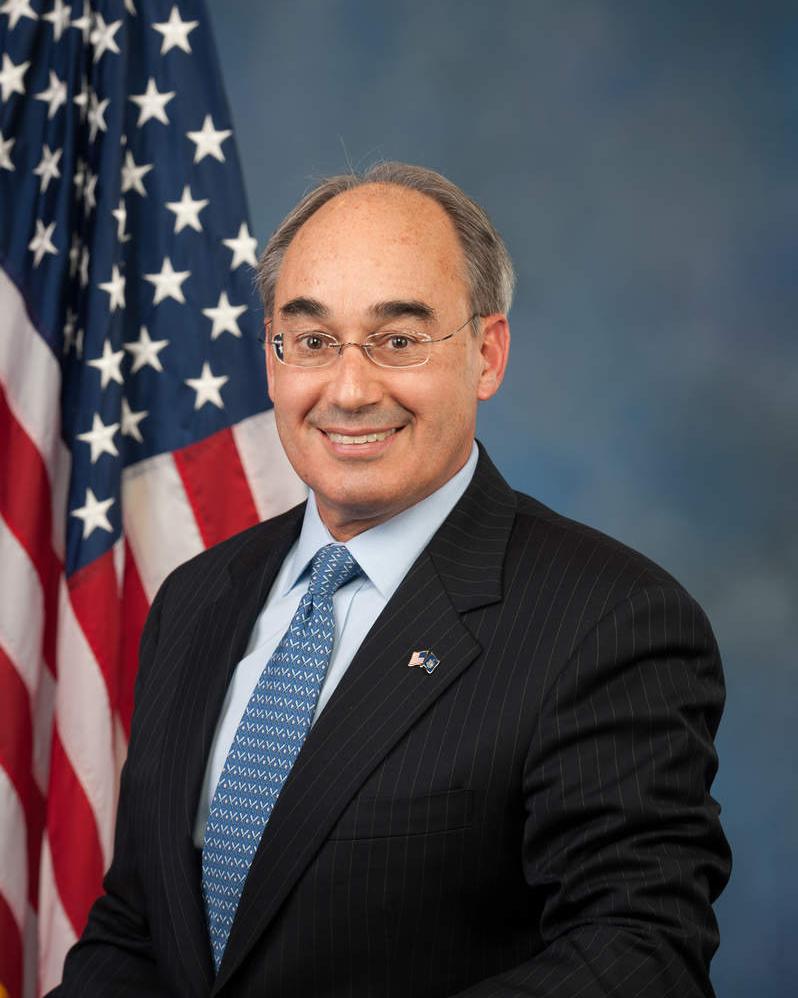

بروس پالیکوین (به انگلیسی: Bruce Lee Poliquin) (زاده ۱ نوامبر ۱۹۵۳) تاجر و سیاستمدار آمریکایی است. او که جمهوری‌خواه است، حوزهٔ انتخابیهٔ دوم مین را در مجلس نمایندگان آمریکا از ۲۰۱۵ تا ۲۰۱۹ نمایندگی کرد. از ۲۰۱۰ تا ۲۰۱۲ خزانه‌دار ایالتی مین بود. در انتخابات مقدماتی برای کسب نمایندگی حزب جمهوری‌خواه در انتخابات سراسری ۲۰۱۲ سنا نامزد شد و با کسب رتبه دوم، ناکام ماند. در ژانویه ۲۰۱۷ با آغاز دوره ۱۱۵ کنگره آمریکا، پالیکوین تنها جمهوری‌خواهی بود که یکی از حوزه‌های انتخابیهٔ مجلس نمایندگان در نیوانگلند را نمایندگی می‌کرد.